# (23068) Tyagi
Pour les articles homonymes, voir Tyagi (homonymie).
(23068) Tyagi est un astéroïde de la ceinture principale d'astéroïdes.

## Description
(23068) Tyagi est un astéroïde de la ceinture principale d'astéroïdes. Il fut découvert le 7 décembre 1999 à Socorro (Nouveau-Mexique) par le projet LINEAR. Il présente une orbite caractérisée par un demi-grand axe de 2,53 UA, une excentricité de 0,16 et une inclinaison de 2,3° par rapport à l'écliptique.

## Compléments